# Zango (Nigeria)
Zango è una città della Repubblica Federale della Nigeria appartenente allo stato di Katsina. È capoluogo dell'omonima area a governo locale (local government area) che si estende su una superficie di 601 km² e conta una popolazione di 154.743 abitanti.